# Martín Fernández (baloncestista)
Martín Fernández (Mendoza, Argentina, 27 de marzo de 1997) es un baloncestista argentino que se desempeña como alero en El Calor de Cancún de la Liga Nacional de Baloncesto Profesional de México.

## Trayectoria

### Clubes
| Club                    | País      | Año             |
| ----------------------- | --------- | --------------- |
| Bahía Basket            | Argentina | 2014 - 2017     |
| Deportivo Viedma        | Argentina | 2017            |
| Bahía Basket            | Argentina | 2018 - 2019     |
| Regatas Corrientes      | Argentina | 2019 - 2021     |
| Oberá                   | Argentina | 2021 - 2022     |
| Centauros de Portuguesa | Venezuela | 2022            |
| Instituto               | Argentina | 2022 - 2023     |
| La Unión de Formosa     | Argentina | 2023 - 2024     |
| El Calor de Cancún      | México    | 2024            |
| Defensor Sporting       | Uruguay   | 2024            |
| São José Basketball     | Brasil    | 2024 - 2025     |
| El Calor de Cancún      | México    | 2025 - Presente |

## Selección nacional
Fernández jugó en los seleccionados juveniles de baloncesto de la Argentina, formando parte de los planteles que disputaron el Campeonato Sudamericano de Baloncesto Sub-15 de 2012, el Campeonato FIBA Américas Sub-16 de 2013, el Campeonato Mundial de Baloncesto Sub-17 de 2014 y el Campeonato Mundial de Baloncesto Sub-19 de 2015. También representó a su país en el Campeonato Mundial de Baloncesto 3x3 Sub-18 de 2015 -terminando como subcampeón del torneo-, y en las Universiadas de 2017 y 2019.
Con la selección mayor debutó en 2021.